# يامونا في الهندوسية
يامونا هو نهر مقدس في الهندوسية والرافد الرئيسي لنهر الغانج. ويُعبد النهر أيضًا كإلهة هندوسية تسمى يامونا. تُعرف يامونا في النصوص المبكرة باسم يامي، بينما في الأدب اللاحق تُدعى كاليندي. في الكتب المقدسة الهندوسية، هي ابنة سوريا، إله الشمس، وسانجنا (Sanjna)، إلهة السحاب. وهي أيضًا الأخت التوأم لياما، إله الموت. وهي مرتبطة بالإله كريشنا كإحدى زوجاته.